# Capella de Sant Francesc al Mas la Bertrana
La Capella de Sant Francesc al Mas la Bertrana és una obra de l'Esquirol (Osona) protegida com a Bé Cultural d'Interès Local.

## Descripció
Capella de nau única sense absis i amb una capelleta al darrere de l'altar. El presbiteri és marcat. Coberta amb volta quatripartita i dividida en dos trams. La façana és orientada a ponent i l'absis a llevant. Està annexionada al cos de la casa. El portal és rectangular amb la llinda decorada, al damunt hi ha un òcul, el capcer és triangular, culminat per un campanar d'espadanya amb campana i datat de 1932. És construida de pedra i arrebossada al damunt; té decoració d'estuc. L'interior és decorat amb pintures. L'estat de conservació és força bo.

## Història
La capella, dedicada a Sant Francesc, fa espona a una antic mas, la Bartrana, que havia fet espona a l'església parroquial de Sta. Maria de Corcó fins al segle xviii. Malgrat l'antiguitat del mas, la capella data de 1816 i la feu construir Francisco Bertrana i Alibes, el mateix que tancà el recinte de l'horta del mas.